# أندرو بييل
أندرو بييل (بالإنجليزية: Andrew Beal)‏ هو لاعب بوكر وشخصية أعمال أمريكي، ولد في 11 نوفمبر 1952 في لانسنغ في الولايات المتحدة.

## وصلات خارجية
- أندرو بييل على موقع الموسوعة البريطانية (الإنجليزية)